# Friedrich Muckle
Friedrich Muckle (geboren 8. Januar 1883 in Zuzenhausen; gestorben 22. November 1942) war ein deutscher Nationalökonom.

## Leben
Friedrich Muckle besuchte die Volksschule Zuzenhausen und das Realgymnasium Karlsruhe, wo er 1901 das Abitur machte. Er studierte Nationalökonomie, Finanzwissenschaften, Philosophie und Soziologie in Leipzig und Heidelberg und wurde 1906 bei Karl Rathgen mit der Dissertation Saint-Simon und die ökonomische Geschichtstheorie : ein Beitrag zu einer Dogmengeschichte des historischen Materialismus promoviert. Muckle lehrte ab  1910 als Privatdozent für Nationalökonomie an der Handelshochschule Mannheim. 1917/18 war Muckle Soldat im Ersten Weltkrieg. 1918 wurde er nach der Novemberrevolution Berater des bayerischen Ministerpräsidenten Kurt Eisner und  Gesandter Bayerns beim Reich. 1919 wurde er Referent im Bayerischen Sozialministerium und Vorsitzender des Zentralrats geistiger Arbeiter. 1920 ging er als freier Schriftsteller zurück nach Binau. Ab 1926 bis 1933 war er erneut Dozent an der Handelshochschule Mannheim.
Muckle war ab 1930 Mitglied des völkischen Kampfbundes für deutsche Kultur und wurde 1931 Mitglied des Präsidiums der „Badischen Akademie“.
Nach 1933 arbeitete er an der Volkshochschule Mannheim. 1937 emigrierte er in die Schweiz, wo er in Binningen, ab 1938 in Basel lebte. Verheiratet war er mit Emmy Schmidt (* 17. April 1887).
Muckle war der Mentor von Robert Scheuer (1893–1984; siehe auch „Drachenhaus Trier“). Er widmete 1921 eines seiner Werke „seinem Freund Robert Scheuer“. Er übersetzte aus dem Französischen Neues Christentum von Henri de Saint-Simon und fügte eine einleitende Abhandlung hinzu: „Die Ursprünge der christlich-sozialen Ideen“.

## Schriften (Auswahl)
- Die Geschichte der sozialistischen Ideen im 19. Jahrhundert. 2 Bände.  Leipzig: Teubner, 1909
- Die großen Sozialisten. 2 Bände. Leipzig : Teubner, 1919/20
- Das Kulturideal des Sozialismus. München : Duncker & Humblot, 1919
- Friedrich Nietzsche und der Zusammenbruch der Kultur. München : Duncker & Humblot, 1921
- Der Geist der jüdischen Kultur und das Abendland. Wien : Rikola, 1923 (Digitalisat)
- Gustav Wyneken. Lauenberg a. d. Elbe : A. Saal, 1924
- Die Rettung des Abendlandes durch den Geist der Goethezeit. Leipzig: Hirschfeld, 1932